# ماهر الشريف
ماهر الشريف (و. 1950 م) هو باحث ومفكر ومؤرخ ومثقف يساري، ولد في دمشق لأب فلسطيني وأم سورية.
أبحاثه متخصصة في التاريخ الفكري العربي الحديث وتاريخ الحركات السياسية العربية. كان عضوا في اللجنة المركزية لحزب الشعب الفلسطيني.
يعتبر الشريف من أهم المؤرخين الفلسطينيين ويحمل درجتي دكتوراة من جامعة باريس الأولى-السوربون. عمل أكاديميًا في وباحثا في المعهد الفرنسي للشرق الأدنى ومؤسسة الدراسات الفلسطينية في بيروت، وهو عضو اللجنة الدولية المشرفة على فصلية "أبحاث دولية" في باريس، وعضو لجنة تحرير "دفاتر مجموعة الأبحاث والدراسات حول المغرب العربي والشرق الأوسط" في باريس.
من آثاره:
- «رهانات النهضة في الفكر العربي»
- «عن بعض مظاهر الماركسية: مراجعة نقدية»
- «الشيوعية والمسألة القومية العربية في فلسطين 1919 - 1948»
- «فلسطين في الأرشيف السري للكومنترن»
- «حى الميدان في العصر العثمانى»
- «تطور مفهوم الجهاد في الفكر الإسلامي»
- «تاريخ فلسطين الاقتصادى - الاجتماعى»
- «الشيوعية والمسألة القومية في فلسطين»
- «المثقف الفلسطيني ورهانات الحداثة (١٩٠٨-١٩٤٨)»

## تكريم
نال جائزة محمود درويش للابداع عام 2019 وجائزة فلسطين للدراسات الاجتماعية والعلوم الإنسانية للعام 2020.